# An Hòa, Ninh Kiều
An Hòa là một phường thuộc quận Ninh Kiều, thành phố Cần Thơ, Việt Nam.

## Địa lý
Phường An Hòa nằm ở phía tây bắc quận Ninh Kiều, có vị trí địa lý:
- Phía đông giáp các phường Cái Khế và Thới Bình
- Phía tây giáp quận Bình Thủy
- Phía nam giáp các phường An Khánh, Xuân Khánh, An Nghiệp và Thới Bình
- Phía bắc giáp phường Cái Khế và quận Bình Thủy.

Phường có diện tích 1,77 km², dân số năm 1999 là 22.367 người, mật độ dân số đạt 12.637 người/km².

## Lịch sử
Trước đây, An Hòa là một phường thuộc thành phố Cần Thơ, tỉnh Cần Thơ cũ
Ngày 21 tháng 4 năm 1979, Hội đồng Chính phủ ban hành Quyết định số 174-CP. Theo đó, sáp nhập khóm 1 của phường An Hòa vào phường Cái Khế.
Ngày 2 tháng 1 năm 2004, Chính phủ ban hành Nghị định 05/2004/NĐ-CP. Theo đó, chuyển phường An Hòa về quận Ninh Kiều mới thành lập.